# Botnhøgdene
Die Botnhøgdene (norwegisch für Talkesselhöhen) sind Anhöhen im ostantarktischen Königin-Maud-Land. Sie ragen unweit des Mizuho-Plateaus auf. Höchste Erhebung ist der Botnnuten mit 1460 m.
Wissenschaftler des Norwegischen Polarinstituts benannten sie.